# Нота (дипломация)
Вижте пояснителната страница за други значения на нота.
Дипломатическата нота е най-често използваният вид писмен документ в дипломацията. Представлява официално писмено съобщение, най-често в трето лице, от правителството на една държава към правителството на друга държава. Служи за отправяне на молба, искане, протест, предложение, подготовка за сключване на двустранни договори, суспендиране и анулиране на дадени отношения.

## Видове
Съществуват 2 основни типа ноти в дипломацията:
- Вербална нота (неподписана, съставена от името на едно правителство към друго) – може да се отправи, когато даден въпрос е оставен без движение за дълъг период от време. Тя няма неотложен характер. С вербалната нота може да се избегне впечатлението, че предметът на нотата е неотложен, но в същото време може да се издаде в уверение на това, че съответната страна не възнамерява да отлага въпроса. Фактът че е неподписана, създава впечатление, че вербалната нота е начин да се направи нещо, което да няма силата и характера на официално становище на държавата, от чието име е издадена.
- Лична нота (адресирана към конкретно лице и подписана от конкретно лице).

Дипломатическите ноти според техния получател биват:
- циркулярни (уведомления до много получатели);
- колективни (единен текст от няколко инстанции до един получател);
- идентични ноти (изразяване на мнение от няколко страни с подобен текст до един получател).